# Eucithara angela
Eucithara angela é uma espécie de gastrópode do gênero Eucithara, pertencente à família Mangeliidae.